# اقلیدس دا کونه (باهیا)
اقلیدس دا کونه (به پرتغالی: Euclides da Cunha) یک منطقهٔ مسکونی در برزیل است که در باهیا واقع شده‌است. اقلیدس دا کونه ۶۰٬۸۵۸ نفر جمعیت دارد.